# S/2003 J 9
S/2003 J 9  är en av Jupiters månar. Den upptäcktes 2003 av Scott S. Sheppard vid University of Hawaii. S/2003 J9 är cirka 1 kilometer i diameter och roterar kring Jupiter på ett avstånd av cirka 23 384 000 kilometer.
S/2003 J 9 har ännu inte fått något officiellt namn.